# Valentino (film, 1977)
Pour les articles homonymes, voir Valentino.
Pour plus de détails, voir Fiche technique et Distribution.
Valentino est un film britannique réalisé par Ken Russell, sorti en 1977.

## Synopsis
Biographie de Rudolph Valentino. Le film commence par une séquence d'actualités montrant l'événement suscité par la mort à 31 ans de la star de cinéma Rudolph Valentino (Rudolph Noureev). Des milliers de fans se précipitent dans la maison du défunt. Plusieurs femmes clament l'importance de Valentino dans leur vie et viennent lui rendre un dernier hommage. Chacune se souvient de lui par l'intermédiaire de flashbacks.

## Fiche technique
- Titre : Valentino
- Réalisation : Ken Russell
- Scénario : Mardik Martin et Ken Russell, d'après Valentino, an Intimate Exposé of the Sheik de Chaw Mank et Brad Steiger
- Production : Robert Chartoff, Irwin Winkler
- Musique : Stanley Black
- Photographie : Peter Suschitzky
- Cadreur : Ronnie Taylor
- Montage : Stuart Baird
- Direction artistique : Philip Harrison
- Costumes : Shirley Russell
- Pays d'origine : Royaume-Uni
- Format : Couleurs - 1,85:1 - Mono
- Genre : Film biographique
- Date de sortie : 1977

## Distribution
- Rudolf Noureev : Rudolph Valentino
- Leslie Caron : Alla Nazimova
- Michelle Phillips : Natacha Rambova
- Carol Kane : Starlette
- Felicity Kendal : June Mathis
- Jennie Linden : Agnes Ayres
- Seymour Cassel : George Ullman
- Huntz Hall : Jesse L. Lasky
- Linda Thorson : Billie Streeter
- Peter Vaughan : Rory O'Neil
- Anthony Dowell : Vaslav Nijinsky
- William Hootkins : Fatty, Roscoe Arbuckle
- John Justin : Sidney Olcott
- Don Fellows : George Melford
- Percy Herbert : Garde du studio
- Bill McKinney : Policier
- Richard LeParmentier : Le Sheik
- Mildred Shay : Femme de chez Maxim's
- Anton Diffring : Baron Long
- John Alderson : Policier

## Autour du film
- Un autre film consacré à la vie de la star sortit en 1951, Rudolph Valentino, le grand séducteur (Valentino) de Lewis Allen.